# Fästmö uthyres
Pour plus de détails, voir Fiche technique et Distribution.
Fästmö uthyres est un film suédois réalisé par Gustaf Molander, sorti en 1950.

## Fiche technique
- Titre : Fästmö uthyres
- Réalisation : Gustaf Molander
- Scénario : Gösta Stevens d'après le roman de Susanne Palsbo
- Photographie : Åke Dahlqvist
- Montage : Oscar Rosander
- Musique : Ulf Peder Olrog (en)
- Pays d'origine : Suède
- Format : Noir et blanc - 1,37:1 - Mono
- Genre : comédie
- Durée : 91 minutes
- Date de sortie : 1950

## Distribution
- Olof Winnerstrand : Fredrik Winkler
- Karl-Arne Holmsten : Allan Winkler
- Eva Dahlbeck : Margit Berg
- Dagmar Ebbesen : Mme Lauritz
- Elsa Carlsson (en) : Mme Winkler
- Barbro Hiort af Ornäs : Gertrud Stenström
- Jan Molander (en) : Mårtensson
- Marianne Löfgren : Mme Pålman
- Stig Järrel : Major Pålman
- Thor Modéen (en) : le Colonel
- Gunnar Björnstrand : Acteur Julius Brumse
- Douglas Håge (en) : Boström
- Viveca Serlachius : Ann-Marie
- Gull Natorp (en) : Comtesse Rosenskiöld
- Sven-Axel Carlsson (en) : Vike